# Championnat d'Italie de football de la CCI 1921-1922
Le Championnat d'Italie de football de la CCI 1921-1922 est un championnat mis en place par la Confederazione Calcistica Italiana parallèle à celui qui est organisé par la FIGC, le Championnat d'Italie de football de la FIGC 1921-1922. 
Le championnat de la CCI n'a lieu finalement que pendant une saison et est remporté par l'US Pro Vercelli. Le championnat se déroule en deux parties : une phase régionale comprenant deux régions (Ligue du Nord et Ligue du Sud) puis une phase nationale opposant le vainqueur de la Ligue du Nord au vainqueur de la Ligue du Sud. 

## Ligue du Nord

### Groupe A
|  |     | Groupe A Ligue du Nord             | Pts | J  | G  | N | D  | Bp | Bc |
|  | --- | ---------------------------------- | --- | -- | -- | - | -- | -- | -- |
|  | 1.  | US Pro Vercelli                    | 36  | 22 | 17 | 2 | 3  | 61 | 14 |
|  | 2.  | Foot Ball Association Novara       | 32  | 22 | 12 | 6 | 4  | 47 | 19 |
|  | 3.  | Bologna Football Club              | 27  | 22 | 11 | 5 | 6  | 44 | 22 |
|  | 4.  | Associazione Mantovana del Calcio  | 24  | 22 | 11 | 2 | 9  | 40 | 34 |
|  | 5.  | Società Ginnastica Andrea Doria    | 23  | 22 | 11 | 1 | 10 | 36 | 32 |
|  | 6.  | Foot-Ball Club Juventus            | 22  | 22 | 7  | 8 | 7  | 27 | 32 |
|  | 6.  | Hellas Vérone                      | 22  | 22 | 10 | 2 | 10 | 29 | 36 |
|  | 8.  | Unione Sportiva Milanese           | 20  | 22 | 6  | 8 | 8  | 24 | 29 |
|  | 9.  | Milan Football Club                | 18  | 22 | 7  | 4 | 11 | 29 | 36 |
|  | 10. | Unione Sportiva Livorno            | 17  | 22 | 8  | 3 | 11 | 23 | 41 |
|  | 11. | Foot Ball Club Spezia              | 16  | 22 | 5  | 6 | 11 | 21 | 31 |
|  | 12. | Associazione del Calcio in Vicenza | 7   | 22 | 2  | 3 | 17 | 18 | 73 |

- Pro Vercelli qualifié pour la finale de la Ligue du Nord face au vainqueur du groupe B.
- Vicenza rétrogradé en Seconda Divisione 1922-23.

### Groupe B
|  |     | Groupe B Ligue du Nord              | Pts | J  | G  | N  | D  | Bp | Bc |
|  | --- | ----------------------------------- | --- | -- | -- | -- | -- | -- | -- |
|  | 1.  | Genoa Cricket and Football Club     | 37  | 22 | 16 | 5  | 1  | 61 | 13 |
|  | 2.  | Unione Sportiva Alessandria         | 28  | 22 | 9  | 10 | 3  | 41 | 24 |
|  | 3.  | Pisa Sporting Club                  | 27  | 22 | 12 | 3  | 7  | 53 | 28 |
|  | 4.  | Modena Foot Ball Club               | 26  | 22 | 12 | 2  | 8  | 34 | 33 |
|  | 5.  | Associazione Calcio Padova          | 23  | 22 | 10 | 3  | 9  | 30 | 36 |
|  | 6.  | Casale Calcio                       | 20  | 22 | 7  | 6  | 9  | 33 | 27 |
|  | 6.  | AC Legnano                          | 20  | 22 | 7  | 6  | 9  | 28 | 29 |
|  | 6.  | Savona 1907 Football Club           | 20  | 22 | 9  | 2  | 11 | 28 | 33 |
|  | 6.  | Foot Ball Club Torino               | 20  | 22 | 6  | 8  | 8  | 21 | 29 |
|  | 10. | Società Sportiva Calcio Venezia     | 17  | 22 | 7  | 3  | 12 | 19 | 45 |
|  | 11. | Foot Ball Club Brescia              | 15  | 22 | 6  | 3  | 13 | 19 | 33 |
|  | 12. | Football Club Internazionale Milano | 11  | 22 | 3  | 5  | 14 | 29 | 66 |

En principe, l'Inter, dernier du groupe, aurait dû jouer un match de promotion-relégation face au champion de la Seconda Divisione Lombarda, mais le Compromesso Colombo changea le règlement. Des matchs de promotions-relégations furent disputés face aux équipes de la FIGC. L'Inter gagna les deux matchs.
- Genoa qualifié pour la finale de la Ligue du Nord face au vainqueur du groupe B.
- Venezia rétrogradé en Seconda Divisione 1922-23.

### Finale de la Ligue du Nord
Elle oppose le vainqueur du groupe A au vainqueur du groupe B.
Aller
| 7 mai 1922 | US Pro Vercelli | 0 - 0 | Genoa CFC | Vercelli                      |
|            |                 |       |           | Spectateurs : ? Arbitrage : ? |

Retour
| 14 mai 1922 | Genoa CFC | 1 - 2 | US Pro Vercelli | Gênes                         |
|             |           |       |                 | Spectateurs : ? Arbitrage : ? |

L'US Pro Vercelli se qualifie pour la finale nationale face au vainqueur de la Ligue du Sud. 

## Ligue du Sud

### Championnat de Campanie
|  |    | Classement                            | Pts | J  | G  | N | D  | Bp | Bc |
|  | -- | ------------------------------------- | --- | -- | -- | - | -- | -- | -- |
|  | 1. | Unione Sportiva Puteolana             | 24  | 12 | 12 | 0 | 0  | 30 | 2  |
|  | 2. | Unione Sportiva Savoia                | 18  | 12 | 9  | 0 | 3  | 38 | 10 |
|  | 3. | Unione Sportiva Internazionale Napoli | 12  | 12 | 5  | 2 | 5  | 13 | 16 |
|  | 4. | Naples Foot-Ball Club                 | 11  | 12 | 5  | 1 | 6  | 15 | 23 |
|  | 5. | Ilva Bagnolese                        | 10  | 12 | 3  | 4 | 5  | 13 | 22 |
|  | 6. | Stabia Sporting Club                  | 9   | 12 | 4  | 1 | 7  | 14 | 24 |
|  | 7. | Unione Sportiva Salernitana           | 0   | 12 | 0  | 0 | 12 | 2  | 28 |

- Puteolana qualifié pour la phase finale de la Ligue du Sud.
- Salernitana rétrogradé en Seconda Divisione 1922-23.

### Championnat du Latium
|  |    | Classement                                     | Pts | J  | G  | N | D  | Bp | Bc |
|  | -- | ---------------------------------------------- | --- | -- | -- | - | -- | -- | -- |
|  | 1. | Società di Ginnastica e Scherma Fortitudo Roma | 28  | 16 | 13 | 2 | 1  | 35 | 10 |
|  | 2. | Società Sportiva Alba Roma                     | 22  | 16 | 10 | 2 | 3  | 36 | 11 |
|  | 3. | C.R. Juventus Audax                            | 21  | 16 | 9  | 3 | 4  | 47 | 27 |
|  | 4. | SS Lazio                                       | 20  | 16 | 8  | 4 | 4  | 35 | 22 |
|  | 5. | Unione Sportiva Romana                         | 15  | 16 | 6  | 3 | 7  | 26 | 28 |
|  | 6. | Roman Football Club                            | 12  | 16 | 4  | 4 | 8  | 21 | 36 |
|  | 7. | Club Sportivo Audace Roma                      | 12  | 16 | 4  | 4 | 8  | 33 | 42 |
|  | 8. | Società Sportiva Pro Roma                      | 8   | 16 | 2  | 4 | 10 | 15 | 37 |
|  | 9. | AS Tivoli                                      | 4   | 16 | 1  | 2 | 12 | 13 | 48 |

- Fortitudo Roma qualifié pour la phase finale de la Ligue du Sud.
- Pro Roma, Tivoli et Audace rétrogradés. L'Audace Roma est relégué après avoir perdu un match de barrage face au Roman Football Club : 2-0.

### Championnat des Marches
|  |    | Tournoi de Macerata | Pts | J | G | N | D | Bp | Bc |
|  | -- | ------------------- | --- | - | - | - | - | -- | -- |
|  | 1. | Helvia Recina       | 8   | 4 | 4 | 0 | 0 | 11 | 5  |
|  | 2. | Macerata            | 4   | 4 | 2 | 0 | 2 | 9  | 5  |
|  | 3. | Virtus Macerata     | 0   | 4 | 0 | 0 | 4 | 2  | 12 |

|  |    | Tournoi d'Ancône                 | Pts | J | G | N | D | Bp | Bc |
|  | -- | -------------------------------- | --- | - | - | - | - | -- | -- |
|  | 1. | Unione Sportiva Anconitana       | 8   | 4 | 4 | 0 | 0 | 18 | 2  |
|  | 2. | Unione Sportiva Vigor Senigallia | 4   | 4 | 2 | 0 | 2 | 4  | 8  |
|  | 3. | Folgore Ancona                   | 0   | 4 | 0 | 0 | 4 | 4  | 16 |

|  |    | Classement                       | Pts | J | G | N | D | Bp | Bc |
|  | -- | -------------------------------- | --- | - | - | - | - | -- | -- |
|  | 1. | Unione Sportiva Anconitana       | 12  | 6 | 6 | 0 | 0 | 19 | 3  |
|  | 2. | Unione Sportiva Vigor Senigallia | 7   | 6 | 3 | 1 | 2 | 13 | 12 |
|  | 3. | Helvia Recina                    | 4   | 6 | 2 | 0 | 4 | 8  | 13 |
|  | 4. | Macerata                         | 1   | 6 | 0 | 1 | 5 | 9  | 21 |

- Anconitana qualifié pour la phase finale de la Ligue du Sud.

### Championnat des Pouilles
|  |    | Classement         | Pts | J | G | N | D | Bp | Bc |
|  | -- | ------------------ | --- | - | - | - | - | -- | -- |
|  | 1. | Audace Taranto     | 9   | 6 | 4 | 1 | 1 | 16 | 7  |
|  | 2. | Pro Italia Taranto | 8   | 6 | 3 | 2 | 1 | 11 | 6  |
|  | 3. | Liberty Bari       | 6   | 6 | 2 | 2 | 2 | 13 | 8  |
|  | 4. | Veloce Taranto     | 1   | 6 | 0 | 1 | 5 | 1  | 20 |

- Audace Taranto qualifié pour la phase finale de la Ligue du Sud.

### Championnat de Sicile
|  |    | Classement               | Pts | J  | G  | N | D  | Bp | Bc |
|  | -- | ------------------------ | --- | -- | -- | - | -- | -- | -- |
|  | 1. | Palermo Foot Ball Club   | 20  | 10 | 10 | 0 | 0  | 37 | 5  |
|  | 2. | Libertas Palermo         | 12  | 10 | 6  | 0 | 4  | 18 | 16 |
|  | 3. | US Messinese             | 10  | 10 | 4  | 2 | 4  | 31 | 19 |
|  | 4. | Umberto I Messina        | 10  | 10 | 4  | 2 | 4  | 12 | 21 |
|  | 5. | Libertas Messina         | 8   | 10 | 3  | 2 | 5  | 16 | 22 |
|  | 6. | Drepanum Unione Sportiva | 0   | 10 | 0  | 0 | 10 | 3  | 34 |

- Palermo qualifié pour la phase finale de la Ligue du Sud.
- À l'issue de la saison l'US Messinese, le SC Messina et Umberto I Messina fusionnent et donnent naissance au FC Messina.

### Phase finale de Ligue du Sud
Premier tour
- 14 mai 1922 à Rome : Puteolana - Anconitana : 3-0
- 21 mai 1922 à Naples : Audace Taranto - Palermo : 1-0

Demi-finale
- 28 mai 1922 à Naples : Fortitudo Roma - Audace Taranto : 4-1

Finale
- 4 juin à Rome : Fortitudo Roma -  Puteolana : 2-0

Fortitudo Roma se qualifie pour la finale nationale face au vainqueur de la Ligue du Nord. 

## Finale nationale
Elle oppose le vainqueur de la Ligue du Nord au vainqueur de la Ligue du Sud.
Aller
| 11 juin 1922 | Fortitudo Roma | 0 - 3 | US Pro Vercelli | Rome                          |
|              |                |       |                 | Spectateurs : ? Arbitrage : ? |

Retour
| 18 juin 1922 | US Pro Vercelli | 5 - 2 | Fortitudo Roma | Vercelli                      |
|              |                 |       |                | Spectateurs : ? Arbitrage : ? |

## Effectif de l'US Pro Vercelli
- Curti
- Virginio Rosetta
- Bossola IV
- Milano IV
- Giuseppe Parodi
- Perino
- Ugo Ceria
- Mario Ardissone II
- Gay I
- Alessandro Rampini II
- Francesco Borello
- Entraîneur : Guido Ara